# Assemblée des notables

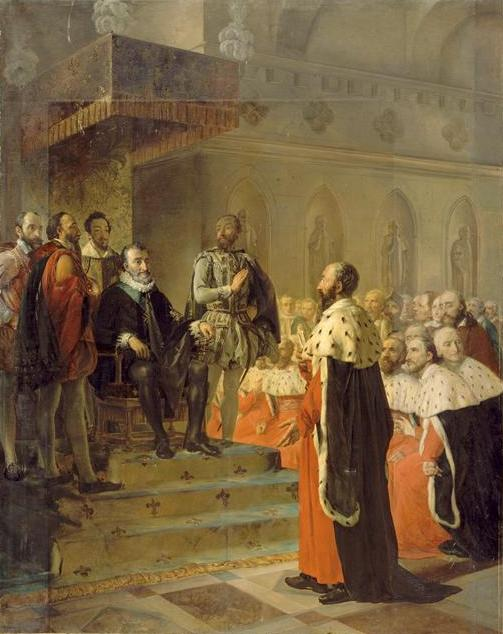
Assemblée des notables à Rouen (4 novembre 1596).

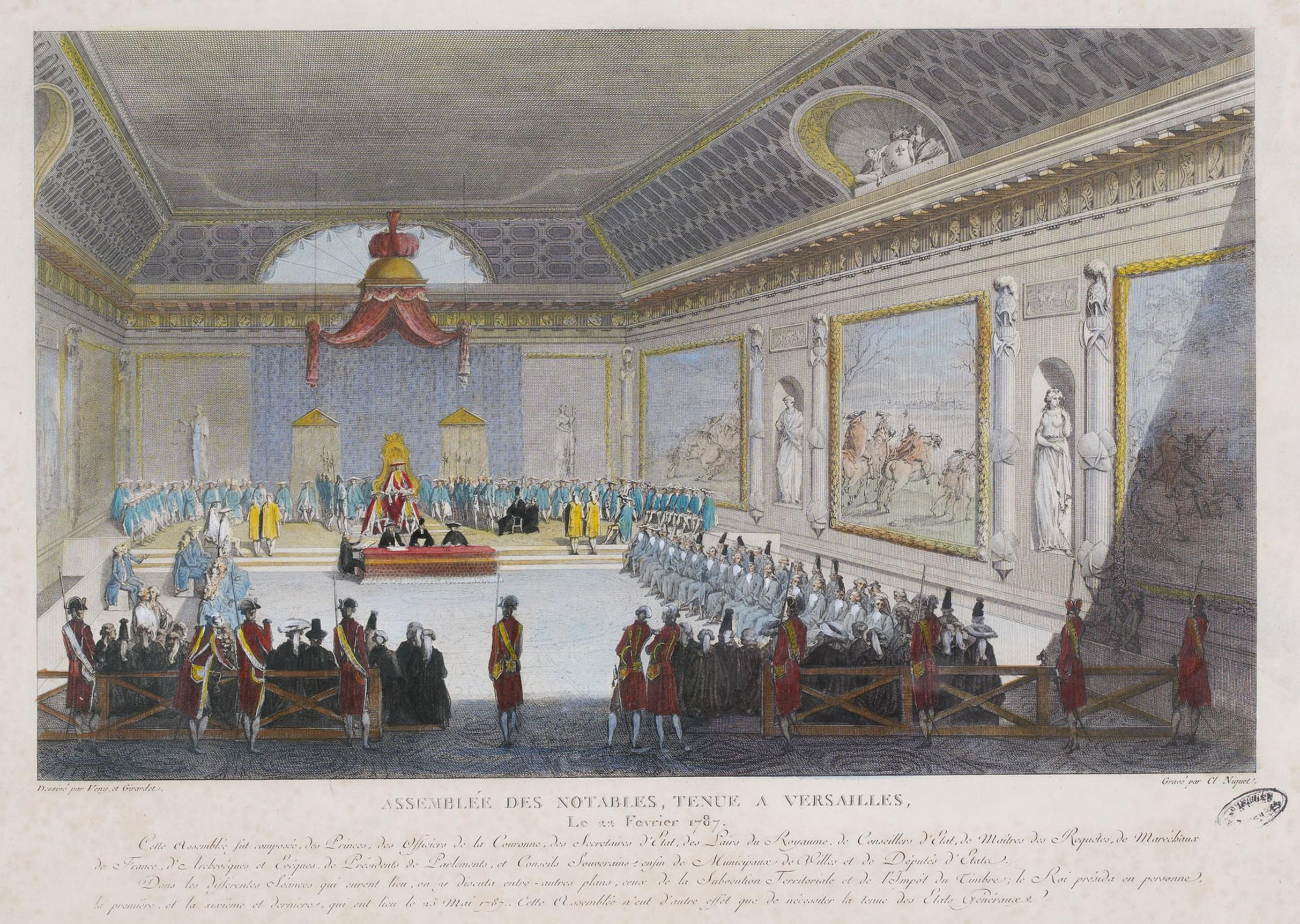
Estampe mise en couleur, gravure par Claude Niquet d'après un dessin de Very et Girardet, représentant l'assemblée de notables tenue à Versailles le 22 février 1787. Cette épreuve est celle des Archives nationales, AE/II/3015

Pour les articles homonymes, voir Assemblée des notables (Pays-Bas), Assemblée de notables (Montesquiou) et Assemblée des notables (1806).
L'assemblée des notables est, dans le royaume de France, une assemblée consultée par le roi au sujet de questions concernant le royaume et dont les membres sont désignés par lui. Elle a porté de nombreux noms et l'expression « notables » apparaît avec l'assemblée réunie à Rouen en 1596.
Le dispositif fut réactivé par Napoléon Ier en 1806 ; l’assemblée eut notamment à débattre de questions liées à l’émancipation des Juifs.

## Définition
Elle diffère des États généraux par le mode de désignation des députés : les personnages éminents qui la composent, membres du clergé, de la noblesse, des corps de ville, voire délégués des cours souveraines, ne sont pas élus mais désignés par le roi. De plus, ils sont invités à émettre un avis et non à rédiger des doléances (sauf celle de 1596 qui en eut le droit).
Si les assemblées de notables relèvent, comme les États généraux, des méthodes de gouvernement par « Grand conseil », elles représentent une forme consultative partielle, plus fidèle au souverain puisque nommée par lui. Il la consulte notamment pour légitimer et approuver les réformes et de nouveaux impôts.
Aucune n'est convoquée de 1627 à 1787 (160 ans).

## Liste des assemblées de notables
On peut les classer en trois types, selon leur mission dominante : soit réaffirmer solennellement le droit public du royaume, soit examiner des propositions de réforme, soit consentir à de nouvelles levées d'impôt.
| Règne        | Mission dominante                                    | Résultat | Dates et lieu                                                                                             |
| ------------ | ---------------------------------------------------- | --- | --- |
| Louis XI     | Réaffirmer solennellement le droit public du royaume | Annule le traité de Péronne. | en juin 1470, à Tours. voir détails                                                                       |
| Louis XII    | Réaffirmer solennellement le droit public du royaume | Annulation des clauses du traité de Blois relatives au mariage projeté de Claude de France avec Charles de Luxembourg. Louis XII est proclamé Père du peuple. | du 10 mai 1506 au 21 mai 1506, à Tours. voir détails                                                      |
| François Ier | Réaffirmer solennellement le droit public du royaume | | du 16 décembre 1527 au 20 décembre 1527, à Paris. voir détails                                            |
| Henri II     | Consentir à de nouvelles levées d'impôt              | | du 5 janvier 1558 au 14 janvier 1558, à Paris. voir détails                                               |
| François II  | Examiner des propositions de réforme                 | | du 21 août 1560 au 26 août 1560, à Fontainebleau. voir détails                                            |
| Henri III    | Consentir à de nouvelles levées d'impôt              | | du 28 juillet 1575 au 4 août 1575, à Paris. voir détails                                                  |
| Henri III    | Examiner des propositions de réforme                 | Chargée de vérifier les titres d'exemption et de réprimer les abus dans toutes les élections des pays de taille.                                              | du 18 novembre 1583 au début de février 1584, à Saint-Germain-en-Laye. voir détails                       |
| Henri IV     | Consentir à de nouvelles levées d'impôt              | Autorisée à rédiger des doléances. | du 4 novembre 1596 au 26 janvier 1597, à Rouen. voir détails                                              |
| Louis XIII   | Examiner des propositions de réforme                 | | du 3 décembre 1617 au 29 janvier 1618, à Rouen puis Paris. voir détails                                   |
| Louis XIII   | Examiner des propositions de réforme                 | du 2 décembre 1626 au 24 février 1627, à Paris. voir détails                                                                                                  | |
| Louis XVI    | Consentir à de nouvelles levées d'impôt              | | du 22 février 1787 au 25 mai 1787, puis du 6 novembre 1788 au 12 décembre 1788, à Versailles voir détails |